# Беньямин, Ласло
Ласло Беньямин (венг. Benjámin László; 15 декабря 1915, Будапешт, Австро-Венгрия — 18 августа 1986, Будапешт) — венгерский поэт, переводчик, редактор, политик. Лауреат государственной Премии имени Кошута (1950 и 1952) и Премии имени Баумгартена (1949).

## Биография

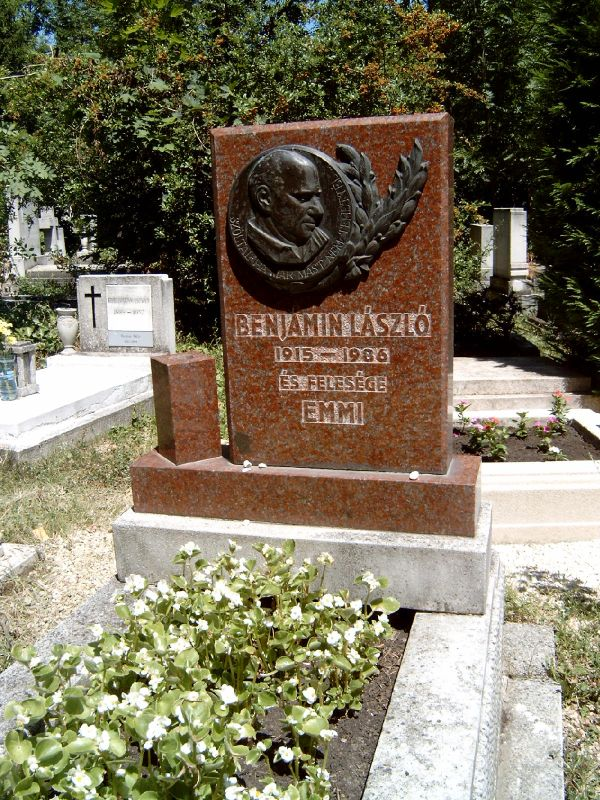
Могила на кладбище Фаркашрети

Сын Альберта Беньямина и Юлианны Розенфельд. Из-за материальных трудностей семьи был вынужден бросить гимназию и начать трудиться. В 1931‒1940 годах работал печатником, металлистом, скорняком. Параллельно участвовал в рабочем движении: присоединился к культурной, а затем и политической деятельности социал-демократии. Некоторое время в 1935 году провёл в Австрии.
Начал печататься во 2-й половине 1930-х гг., его поэзии появлялись в таких изданиях, как «Szép Szó», «Kelet Népe», «Népszava». В 1940‒1945 годах — заводской рабочий. Во время Второй мировой войны его дважды забирали в армию, но в октябре 1944 года ему удалось бежать.
После прихода коммунистов к власти в Венгрии в 1949 году занял пост одного из ведущих культурных представителей нового режима. Принимал активное участие в литературной жизни Венгрии. Был соучредителем литературных периодических изданий, главным редактором ежемесячного журнала «Уй Ханг» («Új Hang»). В 1960 году устроился в Городскую библиотеку Эрвина Сабо. В 1975—1980 годах был депутатом Национального собрания Венгрии. С 1976 года входил в редакцию еженедельника «Уй Тюкёр» («Új Tükör»), а в 1980—1986 годах был главным редактором этого журнала. Занимался переводами поэзии на испанский, английский и новогреческий языки.

## Творчество
Тематика стихотворений была связана с политическими изменениями в Венгрии после 1945 года. Поэта особенно интересовали этические и социальные вопросы. Его первой книгой стал сборник стихов «Звезда без будущего», опубликованный в 1939 году.
С 1953 года тематика его произведений стала меняться по своему характеру.
Исполненная глубокого драматизма его поэзия (сборники «После сотворения мира», 1948; «Вечно жить», 1949; «Пятое время года», 1962, и др.) насыщена социалистической гражданственностью, глубокими раздумьями о месте человека в обществе.